# 레이 앨런
월터 레이 앨런(영어: Walter Ray Allen, 1975년 7월 20일 ~ )은 미국의 은퇴한 농구 선수이다.
1975년 미국 캘리포니아주 머세드에서 태어났으며, 1993년부터 1996년까지 코네티컷 대학교에서 뛰었다. NBA 역사상 가장 정확한 3점 슈터 중 한명으로 평가되고 있으며, 2010~2011년 NBA시즌에서는 자신의 정규리그 2,561번째 3점슛을 성공 시키며 NBA 역사상 3점슛을 가장 많이 성공시킨 선수가 되었다. 정규리그 3점슛 성공 기록 이외에도 다수의 3점슛 기록을 보유하고 있으며 "pure shooter" 혹은 "Ray ray"라는 별명을 가지고 있다. 현재까지 15년 동안 NBA에서 뛴 앨런은 2007년에 케빈 가넷(2003~2004 시즌 MVP)과 함께 보스턴 셀틱스로 이적하면서 원래 셀틱스에 있던 폴 피어스와 함께 셀틱스의 'Big 3'라는 별명을 얻게 되었다. 'Big 3'라는 별명을 가지고 많은 각광은 받던 앨런은 결국 2008년에 보스턴 셀틱스와 함께 NBA 챔피언이 되었다.

## 어린 시절
레이 앨런은 1975년 미국 캘리포니아주 멀세드에 있는 공군 기지에 복무하던 아버지 월터 앨런과 어머니 플로라 앨런 사이에 다섯 아이 중 삼남으로 태어났다. 공군이라는 아버지 직업 특성상 앨런은 어린 시절 영국의 삭스문담, 미국 오클라호마주의 알투스, 미국 캘리포니아 주의 에드워드 공군 기지 등 여러 곳을 옮겨 다니며 살았다. 특히 영국에 살 당시 앨런(당시 8살)은 처음으로 정식적인 스포츠를 접하게 되었으며, 이때 미식 축구, 축구, 야구 등을 하며 어린 시절 뛰어난 운동능력이 있음을 확인하게 되었다. 10살이 되었을 당시 레이 앨런은 정식적으로 농구를 시작하게 되었으며, 당시 살고 있던 캘리포니아주 에드워드 공군 기지에 있는 정식적인 리그에서 뛰게 되었다.
고등학생이 되던 해에 앨런의 키는 이미 188cm(6.2 ft)였으며 그가 사우스캐롤라이나주에 있는 힐크래스트 고등학교에 진학한 후에는 농구팀에서 평균 18득점을 하는 등 본격적인 농구 인생을 시작하게 되었다. 1993~1994년에 앨런과 힐크래스트 고등학교는 26승 4패라는 기록으로 사우스 캐롤라이나 주 챔피언이 되었다.

## 대학교
레이 앨런은 1993년부터 1996년까지 코네티컷 대학교를 다녔으며 1995년에는 그 해의 "미국 남자 농구 선수"로 선정되는 영광을 얻게 되었다.

## NBA 커리어

### 밀워키 벅스 (1996년~ 2003년)
1996년 NBA 드래프트에서 1라운드 전체 5순위로 미네소타 팀버울브스의 지명을 받았다. 지명 직후 앨런은 앤드류 랭과 함께 밀워키 벅스로 트레이드되었는데, 트레이드 상대는 1라운드 4순위 지명의 스테판 마버리였다.

### 시애틀 슈퍼소닉스 (2003년~2007년)
라샤드 루이스와 R&R 콤비를 결성하였다.

### 보스턴 셀틱스 (2007년~2012년)
2007년 6월 28일, 레이 알렌은 보스턴 보스턴 셀틱스로 트레이드 되며, 폴 피어스, 케빈 가넷과 함께 빅3로 불리게 된다그리고 그해 로스앤젤레스 레이커스를 상대로 파이널 6차전에서 3점슛 7개를 기록한 그는, 첫 우승을 이루어낸다.

## 국가 대표
앨런은 2000년 하계 올림픽(시드니 올림픽) 당시 미국 남자 농구 대표팀으로 금메달을 땄다. 이밖에도 2003년 FIBA(국제 농구 연맹) 아메리카 대회에서 미국 남자 농구 대표팀으로 우승하면서 금메달을 따게 되었다.

## NBA 기록

### 정규 시즌
3점 슛 성공 (커리어): 2,973개 (2013-14 시즌까지)

리그에서 3점 슛 성공이 가장 많았던 시즌 개수: 3 시즌 (2001~2002, 2002~2003, 2005~2006)

3점 슛 성공 (시즌): 269개 (2005~2006 시즌)

3점 슛 시도 수 (커리어): 7,429개 (2013-14 시즌까지)

### NBA 결승
이때는 그리 잘하지 못하였다.